# 马甸

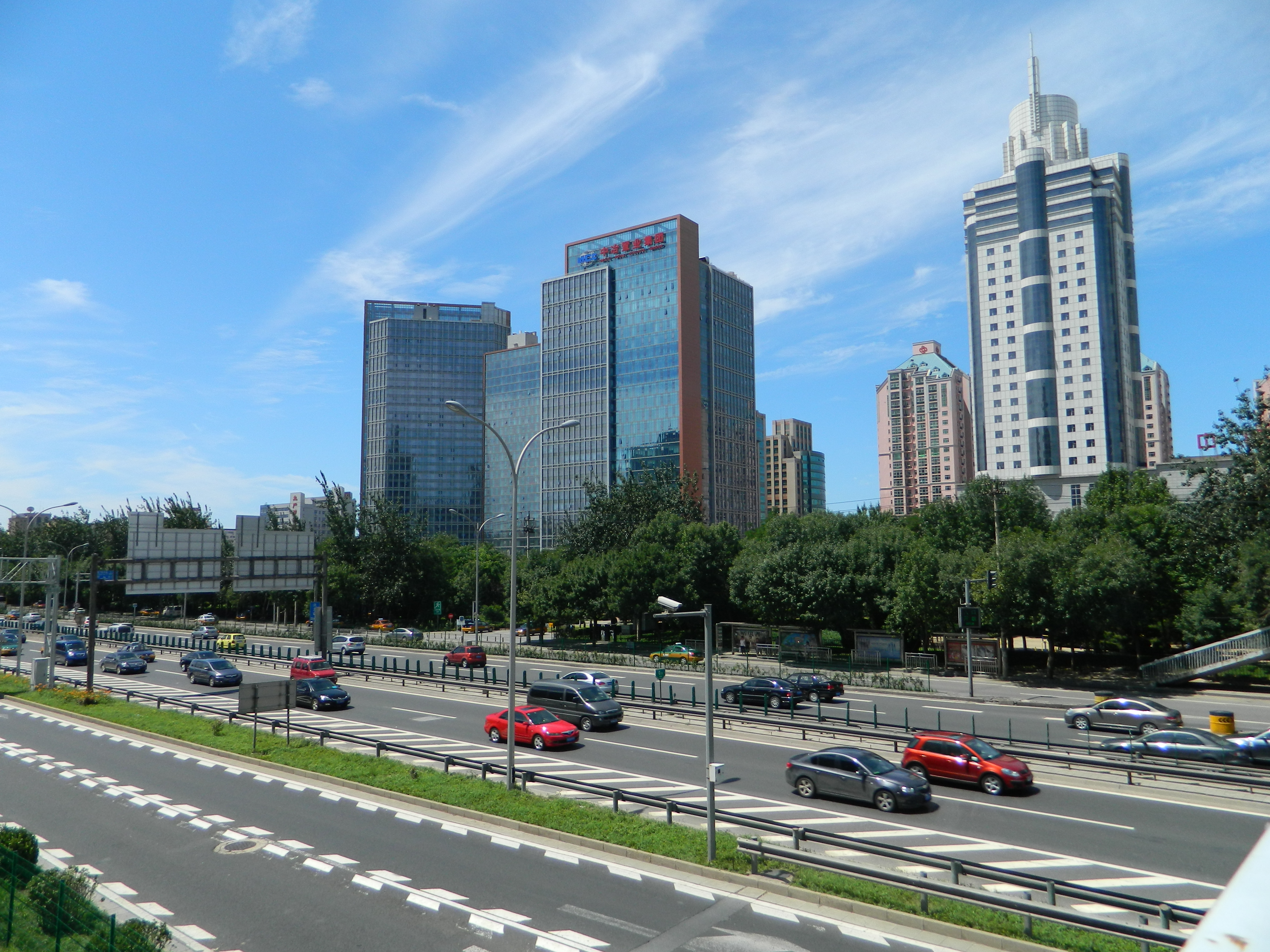
京藏高速公路马甸段，图片右侧为国家市场监督管理总局马甸办公区（原国家质检总局）

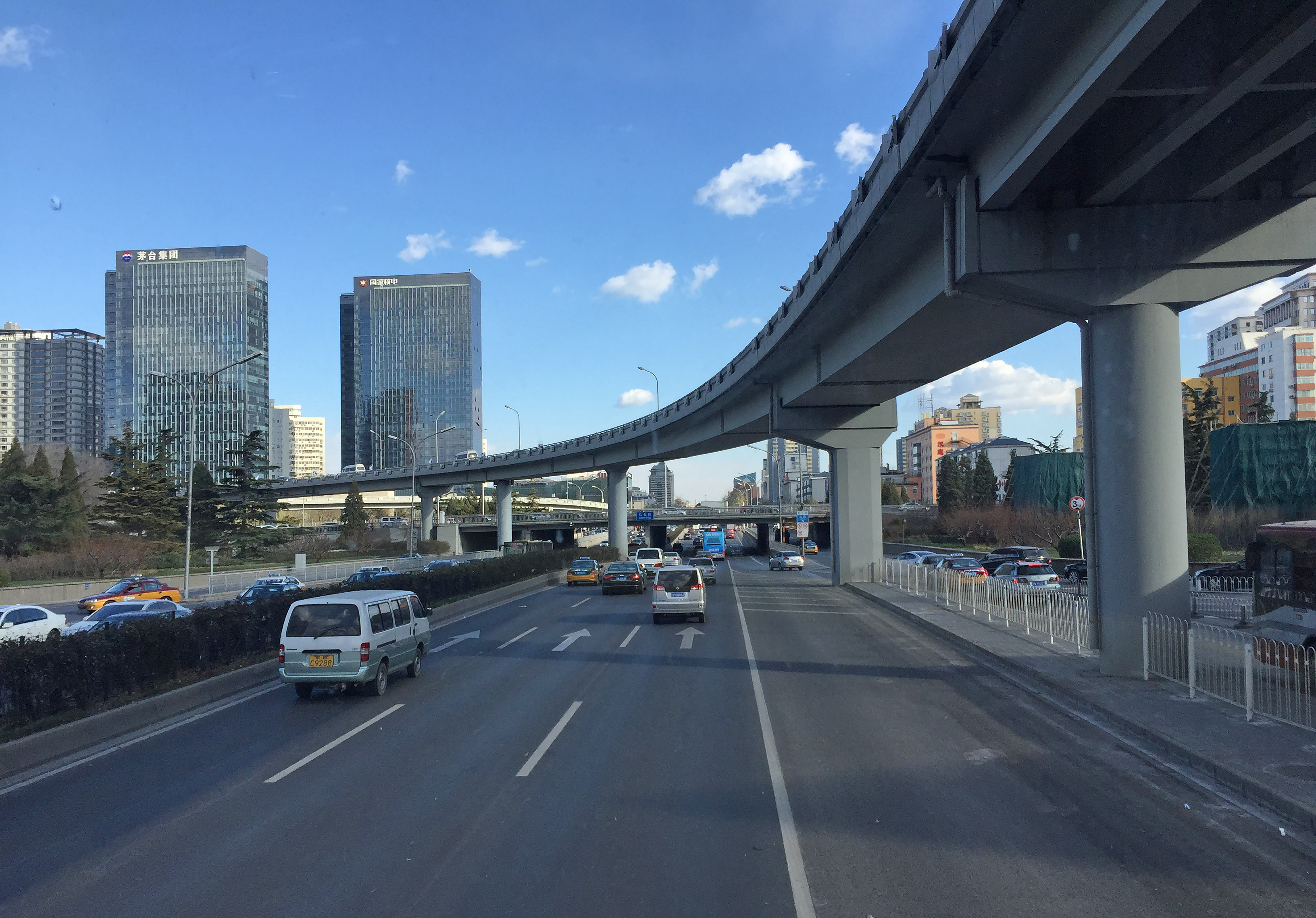
马甸桥西

马甸是中国北京市海淀区东南部的一处地名:114。

## 历史
马甸元朝时在大都城内。大都仿金中都，将街巷以“坊”命名，全大都城分为50坊。其中在健德门内，东为善俗坊，西为可封坊。如今的马甸地区元朝时属于可封坊。明朝时，北城墙向南移5里，到达如今的德胜门、安定门一线。原先的大都可封坊变成了郊外。明廷经常与蒙古开展茶马交易，此处成为季节性贩马的集散地。清朝康熙时期，此处形成村落。乾隆时期，自蒙古进贡的马匹全都圈养在该地，供上驷院官员从中挑选，挑选之后剩下的马匹大部分就地出售。这里形成了许多“马店”，是一种为马匹买卖者服务的旅店，人住店内客房，马入旅店的马圈中。嘉庆、道光时期，部分马店南迁到关厢一带，此处变成了贩羊业的中心，羊存栏总数万余头，但是这里的地名仍然称为“马店”。中华民国時期，“店”字衍为“甸”（加儿化音），称为“马甸”。“甸”指都城郊外，比如海淀也写作“海甸”。当时这里尚有马店一、二十家。马甸南村在清朝是京营正黄旗骑射校场，并且设有管考武举的官厅。
1984年，吉林、山东、江苏、江西、浙江、湖南、福建7省在马甸南路联合兴建驻北京办事处，1985年竣工，俗称“七省大院”。在其35000平方米的建筑面积中，各省分别分得办公用房4000平方米、接待用房2000余平方米，1990年，湘赣吉闽浙鲁苏7省建成驻京集中办公楼后，原七省大院全部用于接待。2002年前后，江苏、浙江、福建驻京办从马甸迁出。

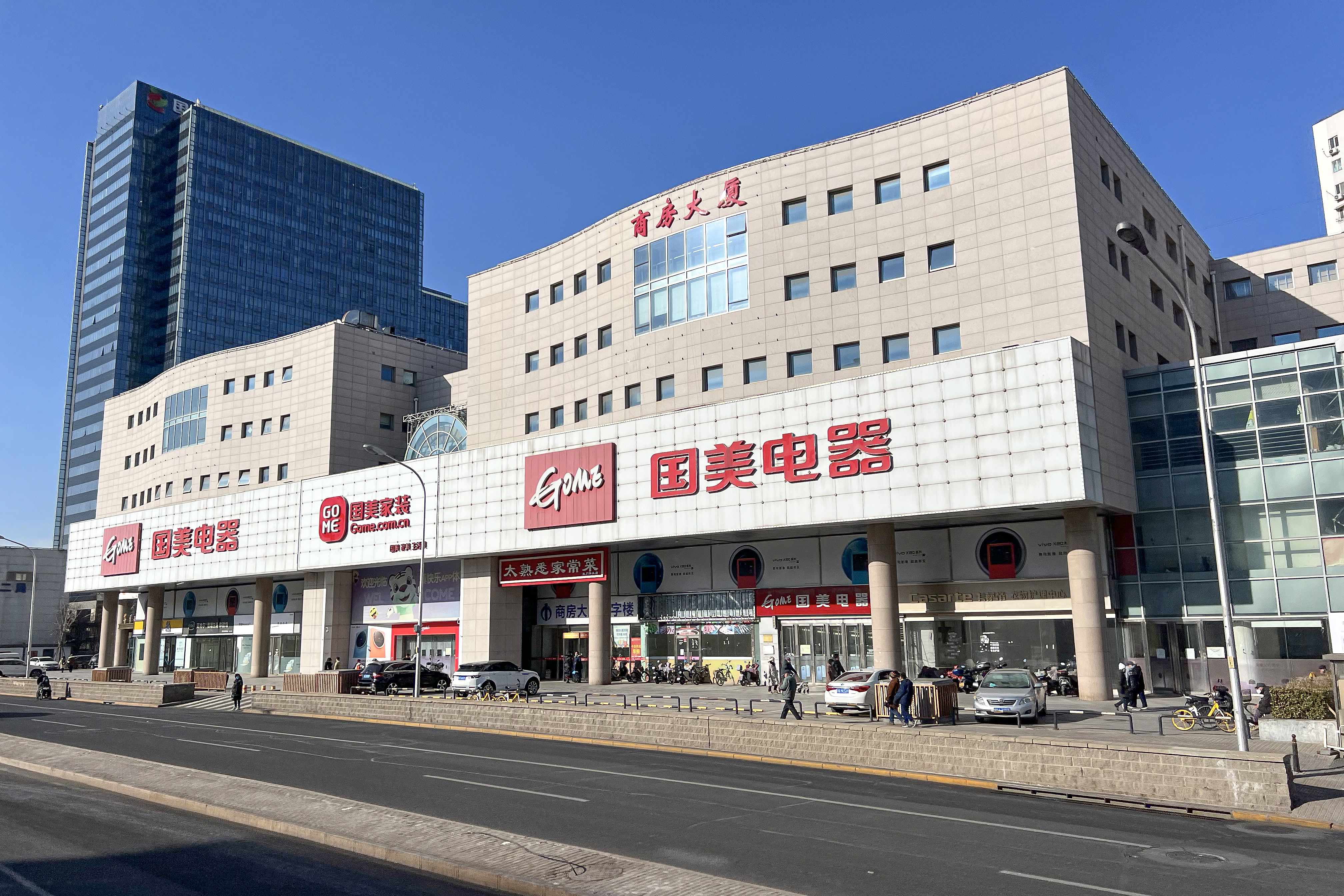
马甸桥东北象限的国美电器马甸店，该处原为宜家家居，2006年迁离马甸

自1990年代起，马甸这一地名逐渐演变为泛指跨西城区、海淀区、朝阳区的一大片地区。20世纪90年代，随着北京三环路和八达岭高速公路的建设，马甸因区位优势开始形成商圈。1998年8月18日，大中电器在马甸桥东开设其首家连锁店，此后宜家家居于1999年1月13日在大中电器西侧的商房大厦开设其在中国内地的第二家分店，马甸一带的车流量开始增加，周末更是频繁拥堵。2006年4月10日，宜家马甸店关闭，迁至新建的四元桥标准店，国美电器随后进驻宜家马甸店原址，同年苏宁电器的进驻更使“后宜家时代”的马甸逐渐演化成家用电器商圈。

## 周边

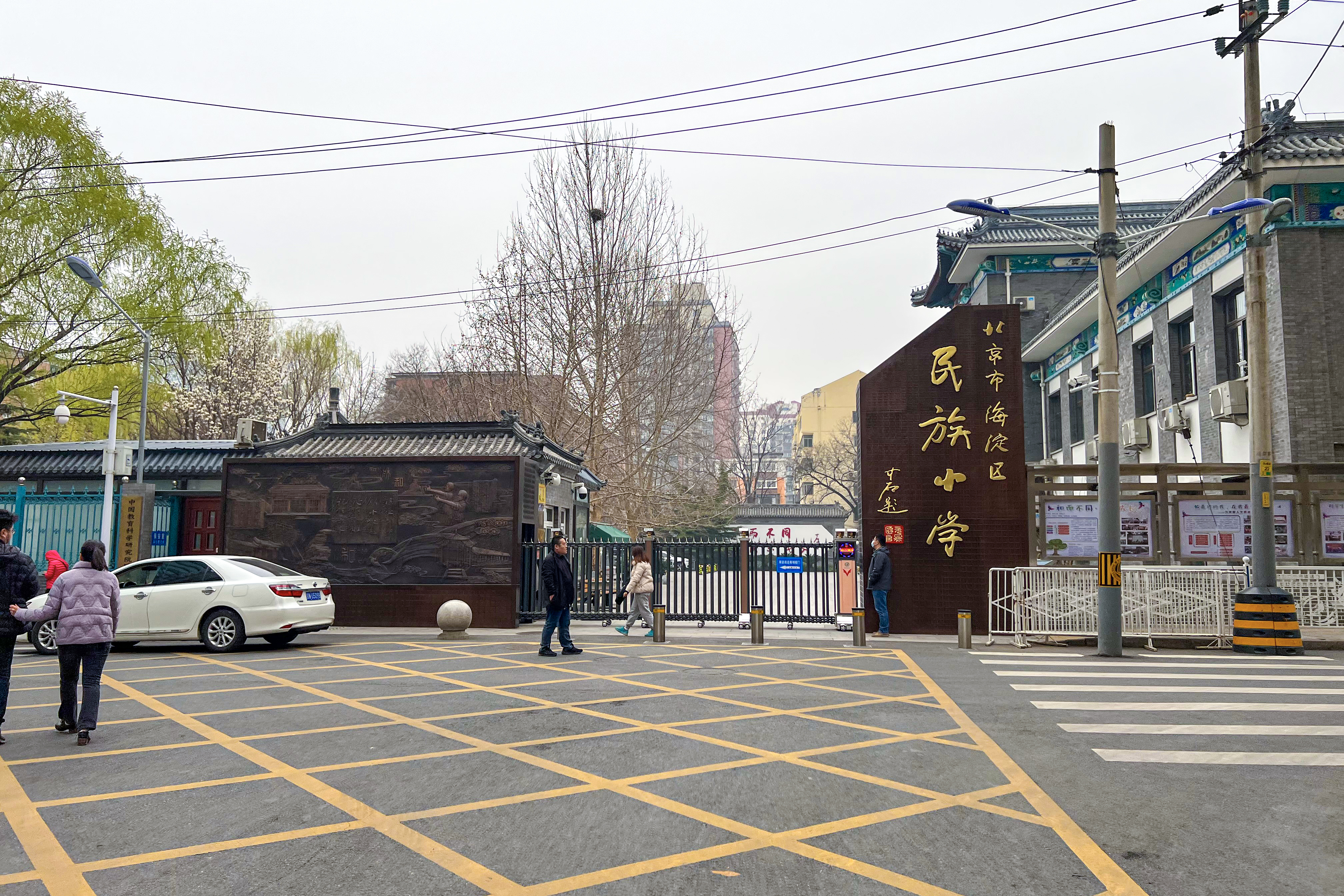
北京市海淀区民族小学

从马甸向东不远便是六铺炕。海淀区花园路街道和西城区德胜街道在马甸交界。因马甸而得名的有：马甸桥、马甸清真寺、马甸小学（今名北京市海淀区民族小学）、马甸中学（后名北京市陶行知中学，2015年并入北方交通大学附属中学）、马甸官厅、马甸路、马甸西路、马甸南路、马甸西村、马甸南村、马甸公园、马甸月季园、马甸玉兰园等等。北京地铁12号线在马甸桥东设马甸桥站。
马甸是回民传统聚居区，有马甸清真寺:115。还有北京市海淀区民族小学（原名“马甸小学”，2004年更名为北京市海淀区民族小学）。